# Dune rose

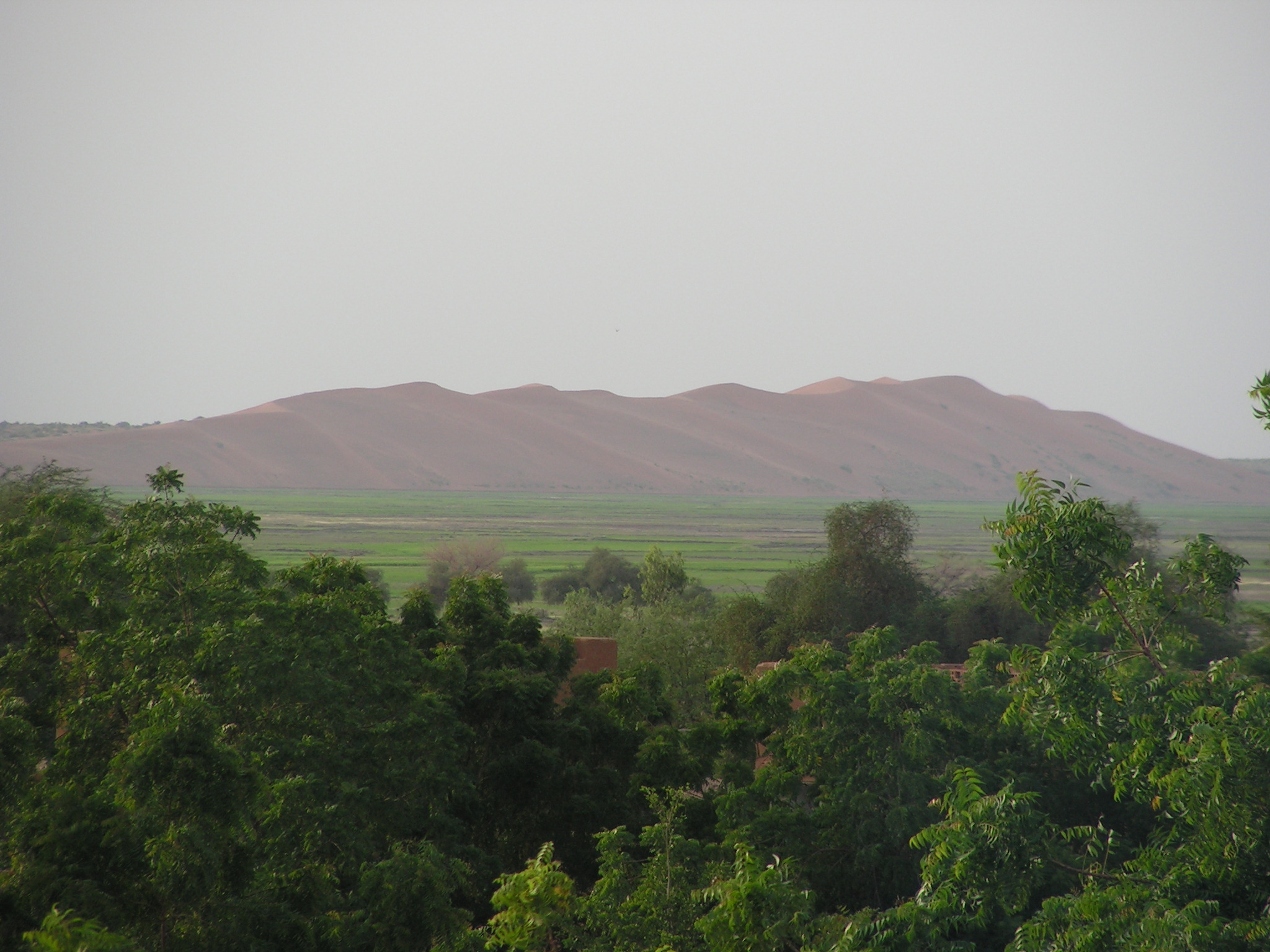
La Dune Rose, vue du sommet de la tombe des Askias, roi songhaïe du XVe siècle

La dune rose est une attraction de la ville de Gao, Mali située à seulement 5 km de cette ville, c'est la première d'une série de dunes s'étendant le long des rives du fleuve Niger, jusqu'à Toubouctou situé 400 km plus loin.
La dune est nommée ainsi pour son aspect à l'aurore et à la tombée de la nuit. Elle est aussi connue sous le nom de Koyma qui est le nom de la petite ville qui est à son pied ou de "Koyma hondo" en langue songhaïe. La dune est un lieu d'hivernage de nombreux oiseaux migrateurs venant d'Europe.